# Dekanat Kamieniec Ząbkowicki

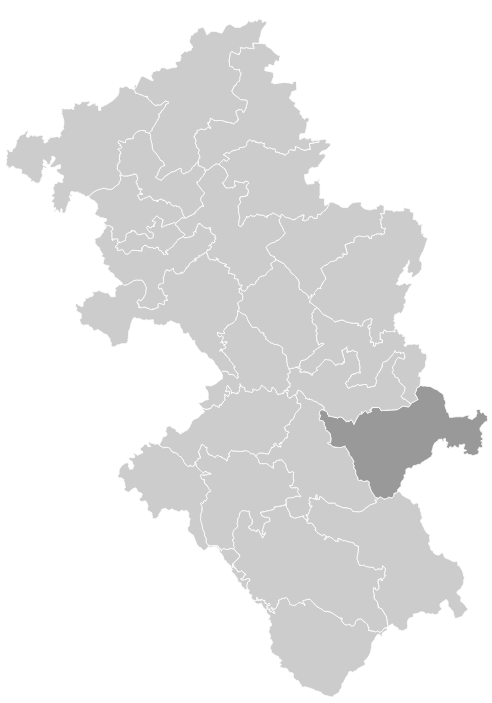
Położenie na mapie diecezji

Dekanat Kamieniec Ząbkowicki – jeden z 24 dekanatów w rzymskokatolickiej diecezji świdnickiej.
Dekanat znajduje się na terenie województwa dolnośląskiego, w powiecie ząbkowickim. Jego siedziba ma miejsce w Kamieńcu Ząbkowickim, w kościele Wniebowzięcia NMP.
Obecnym dziekanem dekanatu Kamieniec Ząbkowicki jest proboszcz parafii Kamieniec Ząbkowicki ks. Wojciech Zmysłowski, poprzednimi dziekanami byli również proboszczowie z Kamieńca Ząbkowickiego ks. kan. Wojciech Jarosław Dąbrowski, ks. prałat Rafał Kozłowski, oraz ks. kan. Henryk Główka. W latach poprzednich dziekanami tego dekanatu byli również proboszczowie ze Starczowa ks. Gruszecki oraz ks. Tadeusz Rojek.

## Parafie i miejscowości
W skład dekanatu wchodzi 9 parafii:

### parafia Nawiedzenia NMP
- Bardo → kościół parafialny oraz kaplice NMP Niepokalanej, św. Józefa, NMP z Dzieciątkiem Jezus, Nawiedzenia NMP i NMP Płaczącej
- Dębowina
- Opolnica

### parafia św. Mikołaja
- Doboszowice → kościół parafialny
- Mrokocin → kaplica mszalna św. Jana Nepomucena
- Pomianów Górny → kościół filialny św. Barbary

### parafia Wniebowzięcia NMP
- Kamieniec Ząbkowicki → kościół parafialny i kaplica Świętej Rodziny
- Pilce
- Sosnowa → kościół filialny św. Maternusa
- Suszka → kościół filialny NMP Bolesnej

### parafia św. Andrzeja Apostoła
- Chałupki → kościół filialny św. Jana Nepomucena
- Głęboka → kościół filialny Wniebowzięcia NMP
- Lubnów → kościół parafialny
- Pomianów Dolny → kościół filialny św. Franciszka Ksawerego
  - Golina → kaplica NMP Pocieszenia
  - Jasienna → kaplica NMP Bolesnej

### parafia św. Katarzyny
- Laski → kościół filialny Wniebowzięcia NMP
- Ożary → kościół parafialny

### parafia św. Anny
- Dzbanów
- Janowiec
- Laskówka → kościół filialny św. Mikołaja
- Przyłęk → kościół parafialny

### parafia św. Jana Chrzciciela
- Kamieniec Ząbkowicki → kościół filialny NMP Częstochowskiej
  - Goleniów Śląski
- Starczów → kościół parafialny

### parafia św. Bartłomieja Apostoła
- Błotnica
- Byczeń → kościół filialny św. Marcina
- Sławęcin → kaplica mszalna św. Józefa Oblubieńca NMP
- Śrem → kościół filialny Ducha Świętego
- Topola → kościół parafialny
  - Bartniki

### parafia Niepokalanego Poczęcia NMP
- Błotnica (do parafii należy tylko kolonia tej wsi)
  - Kolonia Błotnica
- Chwalisław → kościół filialny św. Jakuba
  - Biała Góra
- Mąkolno → kościół filialny św. Marii Magdaleny
- Płonica → kościół filialny św. Mikołaja
- Złoty Stok → kościół parafialny

Powyższy wykaz przedstawia miasta, wsie oraz dzielnice miast, przysiółki wsi i osady w dekanacie.